# Massacre dos professores de Lviv

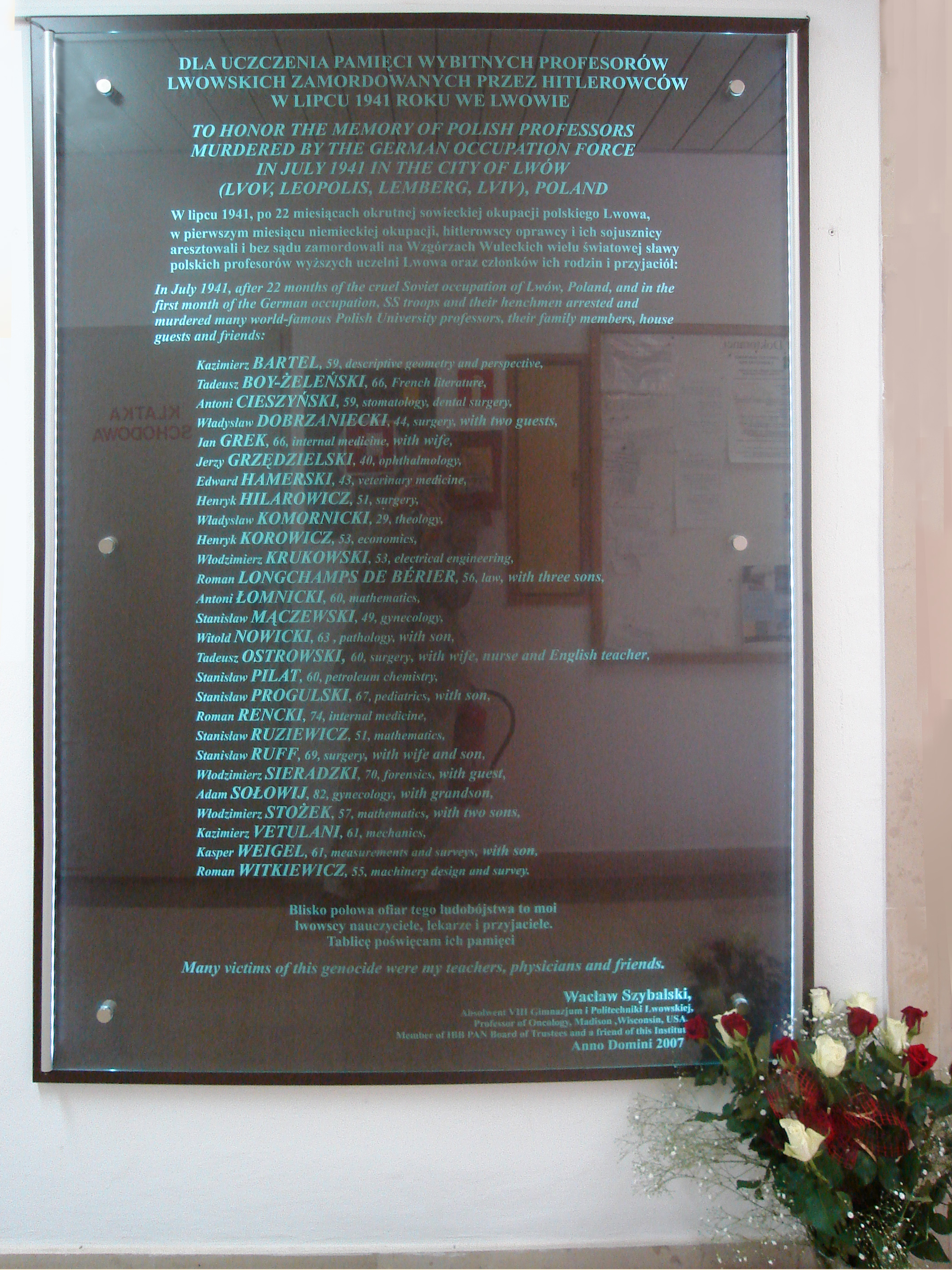
Placa no IBB PAN em Varsóvia.

O massacre dos professores de Lviv foi uma execução organizada de aproximadamente 45 professores de diversas instituições de ensino superior de Lviv, juntamente com suas famílias. O massacre ocorreu em julho de 1941, quando a cidade estava ocupada pela Alemanha nazista durante a Segunda Guerra Mundial. O extermínio organizado da população civil foi uma continuação da AB-Aktion (Operação Especial de Pacificação) na Polônia, iniciada em 1940.

## História

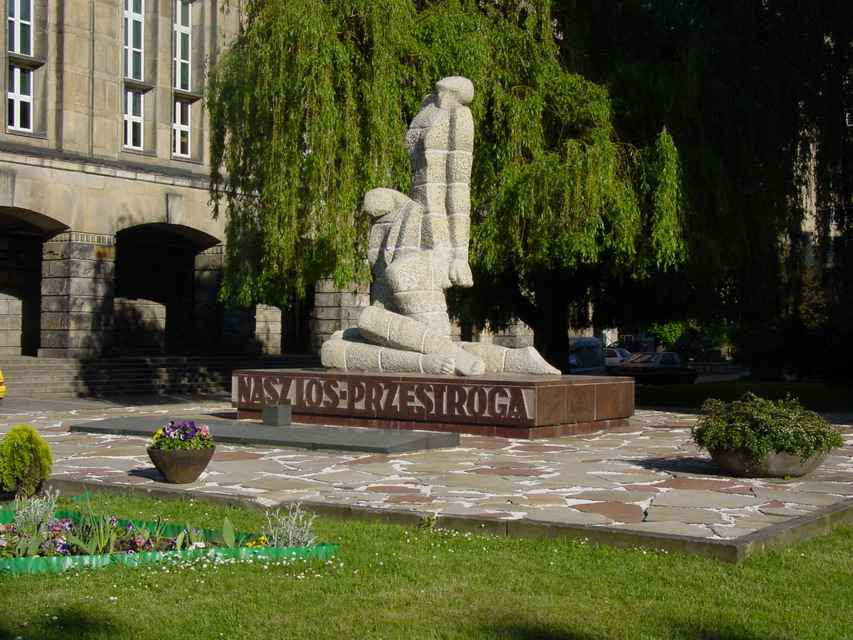
Monumento às vitimas em Breslávia

Depois do início da Operação Barbarossa, em junho de 1941, Lviv foi capturada em 30 de junho. Junto com a Wehrmacht, pequenas unidades Abwehr entraram na cidade.
Durante a ocupação nazista quase todos os 120 000 judeus habitantes da cidade foram mortos. Destes sobraram no final da guerra apenas 200 a 800.
Membros de outros grupos étnicos também sofreram. A fim de controlar a população, cidadãos proeminentes e intelectuais foram transportados para conhecidos locais de execução, tal como a prisão da Gestapo na rua Pełczyńska, a prisão Brygidki, a antiga prisão militar de Zamarstyniv e os campos nos arredores da cidade: o subúrbio de Winniky, as colinas Kortumówky hills e o cemitério judaico. Muitos dos mortos eram políticos proeminentes, artistas, esportistas, cientistas e religiosos.
Em 2 de julho de 1941 muitas das ações de terror iniciais foram interrompidas, porém as execuções individuais planejadas continuaram. Aproximadamente as 3 horas da madrugada o professor Kazimierz Bartel foi preso em uma operações de um dos Einsatzgruppen operando na área.
Durante a noite de 3 a 4 de julho diversos professores e suas famílias foram presos. A lista foi preparada por seus estudantes ucranianos. Ao amanhecer de 4 de julho um dos professores e a maior partes de seus empregados domésticos foram libertados enquanto o resto do grupo foi levado às colinas Wulka ou assassinados a tiros no pátio do edifício Bursa Abrahamowiczów. As vítimas foram cremadas no local, mas alguns dias depois do massacre os corpos foram exumados e transportados pela Wehrmacht para local ignorado.

## Metodologia do crime
Quatro diferentes métodos foram usados pelas tropas alemãs. As vítimas foram espancadas até a morte, mortas com uma baioneta, um martelo ou a tiros.
Os professores foram mortos a tiros, embora seja bem provável que alguns deles tenham sido queimados vivos.